# فیلیپ هوخمایر
فیلیپ هوخمایر (آلمانی: Philipp Hochmair؛ زادهٔ ۱۶ اکتبر ۱۹۷۳) بازیگر اهل اتریش است.
از فیلم‌ها یا برنامه‌های تلویزیونی که وی در آن نقش داشته‌است، می‌توان به کنفرانس وانزه، آزمایش، یازدهمین ساعت، تام‌کت، شریته، صحنه جرم و فروید اشاره کرد.